# Poznanovec
Poznanovec – wieś w Chorwacji, w żupanii krapińsko-zagorskiej, w gminie Bedekovčina. W 2011 roku liczyła 937 mieszkańców.
Jest położona na południowych stokach Hrvatskiego zagorja. Przebiega przez nią linia kolejowa z Zagrzebia do Varaždina. W okolicy mieści się sanktuarium Marija Bistrica.